# Tablice Przeznaczenia. Tom 1. Ciemna Materia
Jeden z użytkowników Wikipedii oznaczył tę stronę jako kwalifikującą się do natychmiastowego skasowania.
W najbliższym czasie administratorzy Wikipedii zweryfikują to zgłoszenie.
Jeśli nie zgadzasz się z oceną wikipedysty, wypowiedz się na stronie dyskusji. Autorów prosimy o zapoznanie się z informacjami o najczęstszych powodach usuwania artykułów.
Uzasadnienie: ewidentny brak encyklopedyczności - wydanie własnym nakładem, brak nagród, wyróżnień
Administratorze! Pamiętaj, żeby przed skasowaniem artykułu sprawdzić linkujące, dyskusję i historię zmian (ostatnia zmiana wykonana przez InternetowyGołąb).

## Tablice Przeznaczenia. Tom 1. Ciemna Materia
„Tablice Przeznaczenia Tom 1. Ciemna Materia” – powieść science fiction autorstwa Pawła Dobrzyńskiego, wydana w 2025 roku. Jest to pierwszy tom cyklu „Tablice Przeznaczenia”, łączącego elementy futurystycznej technologii, metafizyki oraz reinterpretacji mitologii sumeryjskiej.

## Fabuła
Akcja powieści koncentruje się na odkrywaniu tajemnic Cywilizacji Cieni – pasożytniczych bytów manipulujących świadomością istot inteligentnych hodowanych przez Cienie w całej galaktyce. Powieść porusza również zagadnienia związane z wpływem technologii na rozwój cywilizacji. Cały cykl skupia się na poszukiwaniu prawdy o naturze człowieka oraz mechanizmach kontroli, które przez tysiące lat kształtowały historię ludzkości.
Bohaterowie pierwszego tomu muszą uciec z Nowego Jorku do Darwin w Australii, aby uniknąć globalnego zagrożenia ze strony Słońca, przewidzianego przez sztuczną inteligencję jednej z elitarnych amerykańskich agencji ochrony - Feldman Trust. Podczas podróży stają w obliczu ataków organizacji i państw, które próbują poznać tajemnice ich technologii. Z przymusu zmieniają się z ofiar w aktywnych uczestników konfliktu, stając się drapieżnikami w świecie pełnym zagrożeń.

## Bohaterowie
Daniel Hayden – major, astronauta, pilot statku transportowego KairosX.
George Hayden – starszy sierżant Delta Force, agent US Secret Service.
Alice Monnier – doktor psychologii, CEO Feldman Trust.
Jesus Lacarra – szef zespołu operacyjnego Feldman Trust.
Michael Darby – prezydent USA.
David Elran – premier Izraela.
Mahmud Panahi – minister irańskiego wywiadu.
Alan Shaw – profesor gen., Szef Agencji Nadzoru i Reagowania na Broń Atomową.
Ron Emmer – doktor, Doradca ds. Bezpieczeństwa Narodowego Prezydenta USA.
Igor „Sokół” – specjalista ds. dronów, Feldman Trust.
Laura Atwood – agentka Mosadu.
Li Chao – kmdr, astronauta ChLAW.
Yaron Levy – kmdr, kapitan okrętu podwodnego INS Tavor.
Nadav Stern – seren, dowódca grupy komandosów Shayetet 13.
Siergiej Sokołow – rosyjski najemnik.
Elias Varga – kmdr, astronauta, dowódca statku transportowego KairosX.
Edward Harris – admirał, przewodniczący Komitetu Operacji Kosmicznych Sił Zbrojnych USA.
Olivia Carter – doktor NASA, kierownik Parker Solar Probe II.
Wolfgang Kroemer – doktor, szef Zespołu Analiz Predyktora.
Nathaniel Greene – lekarz, Feldman Trust.
Mark Weller – doktor NASA, kierownik misji KairosX.
Ian Butler – inżynier, organizator porwania Kate Delacroix.
Agnes Pearers – doktor, anestezjolog.
Caroline Hayden – matka George’a i Daniela Haydenów.
Orion – sztuczna inteligencja Agencji Nadzoru i Reagowania na Broń Atomową.

## Tematyka i motywy
Pierwszy tom cyklu, „Tablice Przeznaczenia. Tom 1. Ciemna Materia”, bada konsekwencje powiązań między technologią a jej wpływem na rozwój ludzkiej cywilizacji w połowie XXI wieku. Fabuła przedstawia konflikt między Chinami a Stanami Zjednoczonymi o dominację w przestrzeni kosmicznej, powiązany z wykorzystaniem sztucznej inteligencji do konstrukcji broni jądrowych wykraczających poza ludzkie możliwości pojmowania. Akcja powieści ukazuje walkę organizacji i państw o zdobycie zaawansowanych technologii, które mogą zmienić układ sił, ale wymykają się kontroli człowieka.

## Kontynuacja
Drugi tom cyklu „Tablice Przeznaczenia. Tom 2. Świat Podziemia”, rozwija motywy wprowadzone w „Ciemnej Materii”. Powieść bada konsekwencje związków między technologią a subtelną strukturą umysłu. Fabuła przedstawia rozwój konfliktu między kosmicznymi kolonistami pod przywództwem założycieli sumeryjskiego panteonu: Anu, Enkiego i Enlila, a Cieniami – pasożytniczymi bytami ingerującymi w świadomość istot inteligentnych. Tom drugi opisuje wątki związane z produkcją „słodkiej wody” (deuteru), umożliwiającej międzygwiezdne podróże, oraz motywy i cele, które skłoniły Anuna do stworzenia człowieka i zbudowania Świata Podziemia. Powieść podnosi refleksję nad istotą rzeczywistości oraz wpływem subtelnej struktury istnienia na rozwój jednostki i cywilizacji.